# Butzelmann
Der Butzelmann ist ein 31%iger bergischer Kräuter-Likör, der ursprünglich in Haan im Bergischen Land seit dem 19. Jahrhundert produziert wurde und heute von der Firmengruppe Bernard-Massard in Trier hergestellt und in Steinkrügen vertrieben wird. Das Rezept für diesen Kräuterlikör enthält eine Mischung von Kräutern, die mit Honig angesetzt werden und sieben Monate reifen müssen. 
2005 gewann Butzelmann die Goldmedaille im internationalen Spirituosenwettbewerb ISW.

## Weblink
- Homepage des Butzelmann